# Брайді
Брайді (англ. bridie; англ.: [ˈbɹaɪdi]) або Форфар брайді (англ. Forfar bridie) — шотландська м'ясний пиріжок, який походить із Форфару, Шотландія.

## Історія
Кажуть, що брайді «був «винайдений» пекарем Forfar у 1850-х роках» . Назва може вказувати на те, що цей виріб часто був присутній у весільному меню (англ. bridie у перекладі наречена), або на Маргарет Браіді з Глеміса, «яка продавала їх на Масляному ринку у Форфарі» . 

## Приготування
Пекарі у Форфарі традиційно використовують пісочне тісто для своїх брайді, але в інших частинах Шотландії іноді замінюють на листкове тісто. Начинка брайді складається з рубленого біфштексу, вершкового масла та яловичого сала, приправленого сіллю та перцем. Іноді його готують з подрібненою цибулею. Перед випіканням начинку для брайді кладуть на тісто, яке потім складають у напівкруглу форму; нарешті, краї обжимаються. Якщо пекар проткне одну дірку у верхній частині брайді, це означає, що він звичайний або без цибулі; два отвори означають, що він містить цибулю, умовність, яка також застосовується до шотландського пирога .

## Культурні посилання
Брайді (англ. bridie) є предметом шотландського шибболету (з Данді) шотл. Twa bridies, a plen ane an an ingin ane an a (Дві наречені, звичайна та цибульна також) .
Футбольний клуб Forfar Athletic, який грає в Шотландській професійній футбольній лізі, має брайді як свій талісман .